# Coyuntura
Se denomina coyuntura al conjunto de circunstancias, hechos importantes o históricos, contingentes y cambiantes que determinan una situación. Una situación es coyuntural cuando determinados desarrollos independientes convergen de tal forma, que al interaccionar entre ellos producen un momento histórico único. Igualmente, se le denomina coyuntura a la idea que alude a la sumatoria de circunstancias y factores que inciden sobre algo en un cierto tiempo.
En historiografía, la coyuntura es el nivel del tiempo histórico intermedio entre la larga duración y los [acontecimiento]s puntuales, tal y como lo define el historiador Fernand Braudel. Los procesos económicos (series de precios o salarios), las crisis y revoluciones, serían buenos ejemplos de coyunturas o situaciones coyunturales. La duración real de estas situaciones no tiene por qué ser breve: la coyuntura de crisis secular, por ejemplo siglo XIV o XVII; o la Revolución industrial. 
La coyuntura puede estudiarse a nivel de un país, una región o, a un nivel más detallado, a nivel de un sector económico concreto. En este caso, podemos hablar de la coyuntura económica de una empresa.